# Milla Jovovich
Milica Bogdanovna Jovovich (Kiev, 17 december 1975), beter bekend als Milla Jovovich, is een Amerikaans actrice, supermodel en muzikante van Servische en Russische afkomst. Zij werd genomineerd voor Saturn Awards voor haar rollen in Resident Evil en The Fifth Element, maar ook voor de minder positieve Razzie Awards voor Return to the Blue Lagoon, The Fifth Element en Messenger: The Story of Joan of Arc.

## Biografie
Jovovich is de dochter van een Servische dokter en een Russische actrice. De familie verhuisde vanuit de Sovjet-Unie naar Londen in 1981 en vervolgens naar Californië.
Toen ze elf was, werd Jovovich opgemerkt door fotograaf Richard Avedon. In oktober 1987 verscheen ze op de cover van het Italiaanse modeblad Lei. Ze deed verder modellenwerk, en kreeg een eerste filmrol in 1988 in de romantische thriller Two Moon Junction.
In 1991, toen ze 15 jaar oud was, had Jovovich een hoofdrol in het romantische Return to the Blue Lagoon. Andere belangrijke rollen had ze in The Fifth Element (1997) en in de filmreeks Resident Evil, Resident Evil: Apocalypse, Resident Evil: Extinction, Resident Evil: Afterlife en Resident Evil: Retribution.
Jovovich trouwde in 1992, maar het huwelijk werd een maand later geannuleerd. Ze huwde vervolgens met regisseur Luc Besson in 1997, maar scheidde weer in 1999. Sinds 2002 is Jovovich samen met Paul W.S. Anderson. De twee leerden elkaar kennen op de filmset van Resident Evil. Ze verloofden zich in maart 2003 en op 22 augustus 2009 trouwden ze. Ze kregen samen in 2007 een dochter en in 2015 hun tweede dochter. In 2020 werd hun derde dochter geboren.
Jovovich spreekt vloeiend Servisch, Russisch, Frans en Engels.

## Filmografie
| Jaar | Film                                | Rol                      | Commentaar |
| ---- | ----------------------------------- | ------------------------ | ---------- |
| 1988 | Two Moon Junction                   | Samantha Delongpre       |            |
| 1991 | Return to the Blue Lagoon           | Lilli Hargrave           |            |
| 1992 | Kuffs                               | Maya Carlton             |            |
| 1992 | Chaplin                             | Mildred Harris           |            |
| 1993 | Dazed and Confused                  | Michelle Burroughs       |            |
| 1997 | The Fifth Element                   | Leeloo                   |            |
| 1998 | He Got Game                         | Dakota Burns             |            |
| 1999 | Messenger: The Story of Joan of Arc | Jeanne d'Arc             |            |
| 2000 | The Claim                           | Lucia                    |            |
| 2000 | The Million Dollar Hotel            | Eloise                   |            |
| 2001 | Zoolander                           | Katinka Ingabogovinanana | Cameo      |
| 2002 | Resident Evil                       | Alice                    |            |
| 2002 | Dummy                               | Fangora 'Fanny' Gurkel   |            |
| 2002 | No Good Deed                        | Erin                     |            |
| 2002 | You Stupid Man                      | Nadine                   |            |
| 2004 | Resident Evil: Apocalypse           | Alice                    |            |
| 2006 | Ultraviolet                         | Violet                   |            |
| 2006 | .45                                 | Pat                      |            |
| 2007 | Resident Evil: Extinction           | Alice                    |            |
| 2009 | A Perfect Getaway                   | Cydney                   |            |
| 2009 | The fourth kind                     | Abbey Tyler              |            |
| 2010 | Resident Evil: Afterlife            | Alice                    |            |
| 2010 | Stone                               | Lucetta Creeson          |            |
| 2011 | The Three Musketeers                | Milady De Winter         |            |
| 2011 | Bringing Up Bobby                   | Olive                    |            |
| 2011 | Faces in the Crowd                  | Anna Marchant            |            |
| 2012 | Resident Evil: Retribution          | Alice                    |            |
| 2014 | Cymbeline                           | de Koningin              |            |
| 2015 | Survivor                            | Kate Abbott              |            |
| 2016 | Zoolander 2                         | Katinka Ingabogovinanana |            |
| 2016 | Resident Evil: The Final Chapter    | Alice / Alicia Marcus    |            |
| 2017 | Shock and Awe                       | Vlatka                   |            |
| 2019 | Hellboy                             | Nimue                    |            |
| 2019 | The Rookies                         | Senior Agent Bruce       |            |
| 2020 | Monster Hunter                      | Kapitein Natalie Artemis |            |
| 2024 | Breathe                             | Tess                     |            |
| 2025 | In the Lost Lands                   | Gray Alys                |            |

## Discografie
- The Divine Comedy (1994) (als Milla)
- The Peopletree Sessions (1998)